# ラーミイー・グルガーニー
ラーミイー・グルガーニー（ペルシア語: لامعی گرگانی, ラテン文字転写: lāmiˈī ghurghānī、生没年不詳）は、ヒジュラ暦5世紀／西暦11世紀のイランの詩人又はペルシア語詩人である。
ラーミイー・グルガーニーは、グルガーン（ゴルガーン）に生まれた。アルプ・アルスラーン（在位ヒジュラ455年／西暦1063年 - ヒジュラ465年／西暦1072年）のワズィールであったハージャ・ニザームルムルクの功績を讃える頌詩（カスィーダ）を書いた。ニザームルムルクに仕える前にはアミードゥルムルク・クンドゥリーを讃えた。アルプ・アルスラーンの治世後に書かれたラーミイーの詩は残っていない。そのため、片言隻句に基づいて、彼がムハンマド・ガザーリー（ヒジュラ505年／西暦1111年没）に学んだことにするような誤伝を伝える者もいる。ラーミイーの後にはガズナ朝の詩人たちが続き、彼らの中にはラーミイーの詩作に影響を受けた頌詩を書いた者もいる。ラーミイーは自身の詩作の中で、さまざまなアラビア語の単語の組み合わせや直喩を使用している。彼は直喩法に関してマヌーチヒリー・ダームガーニーから影響を受け、詩句構成と自然賛美に関してファッルヒー・スィースターニーとウンスリー・バルヒーから影響を受けていて、アブドゥルマリク・ブルハーニー、スーザニー・サマルカンディー、ジャマーリー・ミフリージルディー、アムアク・ブハーリーなどの詩人よりも献身的に詩作と議論をなした。ラーミイー・グルガーニーの詩集（ディーワーン）の原典版の出版に際してはセイイェド・ナフィースィーが校勘を行った。